# Philipp I. von Angelach-Braubach
Philipp I. von Angelach-Braubach (* um 1430; † Dezember 1484/Januar 1485) war ein Reichsritter aus dem Geschlecht der Herren von Angelach-Braubach. Er war Komtur des Deutschen Ordens.

## Familie
Philipp I. war der Sohn des Peter II. von Angelach-Braubach († um 1431).

## Leben
Philipp I. wird 1470/71 als Kompan des Deutschordens-Statthalters in Königsberg und 1471/73 des Hochmeisters erwähnt. 1471 wurde er zum Komtur von Preußisch Holland ernannt. Das Amt hatte er bis zu seinem Tod um die Jahreswende 1484/1485 inne.